# Cuervea macrophylla
Cuervea macrophylla là một loài thực vật có hoa trong họ Dây gối. Loài này được (Vahl) R.Wilczek mô tả khoa học đầu tiên năm 1960.